# 禁じ手 (映画)
『禁じ手』（きんじて、原題：Kinjite: Forbidden Subjects）は、1989年制作のアメリカ合衆国のアクション・スリラー映画。J・リー・トンプソン監督、チャールズ・ブロンソン主演。トンプソンは本作を最後に引退、彼の最後の監督作品となった。日本では劇場未公開。

## あらすじ
ロサンゼルスに転勤して来た日本人ビジネスマン、ハダ・ヒロシの娘が誘拐された。ロサンゼルス市警察のクロウ警部補はこの事件の捜査にあたり、少女を食い物にするチンピラにたどり着く。だが、その背後には巨大な売春組織が絡んでいた。

## キャスト
- クロウ警部補：チャールズ・ブロンソン
- キャサリーン・クロウ：ペギー・リプトン
- ハダ・ヒロシ：ジェームズ・パックス
- エディ・リオス：ペリー・ロペス
- デューク：ファン・フェルナンデス
- ラヴォーン：サイ・リチャードソン
- バーク神父：ビル・マッキニー
- トーヴァー署長：ジェラルド・カスティロ
- ディーディー：ニコール・エガート
- リタ・クロウ：エイミー・ハサウェイ
- アレックス・ハイド＝ホワイト
- サム・チュー・Jr
- ダニー・トレホ